# Равни (Ужице)
Равни је насеље у Републици Србији у општини Ужице у Златиборском округу у западном делу државе. Према типу насеља Равни су село. Према попису из 2022. у Равнима живи 335 становника.
У Равнима се налазе ОШ „Ђура Јакшић” Равни, Капела Светог Георгија у Равнима и Црква Светог пророка Илије тесвићанина (у изградњи).

## Познате личности
- Михаило Радовић - Војвода из Првог српског устанка
- Милан Смиљанић - протојереј СПЦ и министар пољопривреде
- Драгољуб Ојданић - начелник Генералштаба ВЈ и министар одбране СРЈ

## Демографија
У насељу Равни живи 465 пунолетних становника, а просечна старост становништва износи 45,4 година (43,2 код мушкараца и 47,6 код жена). У насељу има 167 домаћинстава, а просечан број чланова по домаћинству је 3,34.
Ово насеље је великим делом насељено Србима (према попису из 2002. године), а у последња три пописа, примећен је пад у броју становника.
|  |

| Демографија | Демографија | Демографија |
| Година      | Становника  | Становника  |
| ----------- | ----------- | ----------- |
| 1948.       | 987         |             |
| 1953.       | 1.058       |             |
| 1961.       | 964         |             |
| 1971.       | 842         |             |
| 1981.       | 740         |             |
| 1991.       | 632         | 632         |
| 2002.       | 558         | 558         |
| 2011.       | 465         | 465         |

| Етнички састав према попису из 2002.‍ | Етнички састав према попису из 2002.‍ | Етнички састав према попису из 2002.‍ | Етнички састав према попису из 2002.‍ | Етнички састав према попису из 2002.‍ |
| ------------------------------------ | ------------------------------------ | ------------------------------------ | ------------------------------------ | ------------------------------------ |
|                                      |                                      |                                      |                                      |                                      |
| Срби                                 | Срби                                 |                                      | 556                                  | 99,64%                               |
| Црногорци                            | Црногорци                            |                                      | 1                                    | 0,17%                                |
| Словенци                             | Словенци                             |                                      | 1                                    | 0,17%                                |
| непознато                            | непознато                            |                                      | 0                                    | 0,0%                                 |

| Година пописа     | 1948. | 1953. | 1961. | 1971. | 1981. | 1991. | 2002. |
| ----------------- | ----- | ----- | ----- | ----- | ----- | ----- | ----- |
| Број домаћинстава | 162   | 174   | 175   | 175   | 178   | 165   | 167   |

| Број чланова      | 1  | 2  | 3  | 4  | 5  | 6  | 7 | 8 | 9 | 10 и више | Просек |
| ----------------- | -- | -- | -- | -- | -- | -- | - | - | - | --------- | ------ |
| Број домаћинстава | 35 | 36 | 26 | 21 | 15 | 27 | 5 | 1 | 1 | 0         | 3,34   |

| Пол    | Укупно | Неожењен/Неудата | Ожењен/Удата | Удовац/Удовица | Разведен/Разведена | Непознато |
| ------ | ------ | ---------------- | ------------ | -------------- | ------------------ | --------- |
| Мушки  | 233    | 70               | 146          | 13             | 4                  | 0         |
| Женски | 247    | 36               | 145          | 65             | 1                  | 0         |
| УКУПНО | 480    | 106              | 291          | 78             | 5                  | 0         |

| Пол    | Укупно                    | Пољопривреда, лов и шумарство | Рибарство                            | Вађење руде и камена | Прерађивачка индустрија       |
| ------ | ------------------------- | ----------------------------- | ------------------------------------ | -------------------- | ----------------------------- |
| Мушки  | 172                       | 136                           | 0                                    | 0                    | 20                            |
| Женски | 113                       | 101                           | 0                                    | 0                    | 5                             |
| УКУПНО | 285                       | 237                           | 0                                    | 0                    | 25                            |
| Пол    | Производња и снабдевање   | Грађевинарство                | Трговина                             | Хотели и ресторани   | Саобраћај, складиштење и везе |
| Мушки  | 4                         | 2                             | 4                                    | 1                    | 1                             |
| Женски | 0                         | 0                             | 2                                    | 1                    | 0                             |
| УКУПНО | 4                         | 2                             | 6                                    | 2                    | 1                             |
| Пол    | Финансијско посредовање   | Некретнине                    | Државна управа и одбрана             | Образовање           | Здравствени и социјални рад   |
| Мушки  | 0                         | 0                             | 1                                    | 0                    | 2                             |
| Женски | 0                         | 0                             | 1                                    | 0                    | 2                             |
| УКУПНО | 0                         | 0                             | 2                                    | 0                    | 4                             |
| Пол    | Остале услужне активности | Приватна домаћинства          | Екстериторијалне организације и тела | Непознато            | Непознато                     |
| Мушки  | 0                         | 0                             | 0                                    | 1                    | 1                             |
| Женски | 0                         | 0                             | 0                                    | 1                    | 1                             |
| УКУПНО | 0                         | 0                             | 0                                    | 2                    | 2                             |